# Melinho
Melinho (* 26. März 1980 in Santa Bárbara d’Oeste; eigentlich: Tarciso Rogério Pereira) ist ein brasilianischer Fußballspieler.

## Karriere
Melinho spielte in der Jugend bei União Barbarense in seiner Heimatstadt Santa Bárbara d’Oeste. Mit 18 versuchte er sich erstmals in Europa, sein Ausflug zum spanischen FC Villarreal war aber nach einem halben Jahr bereits wieder beendet. Er kam zurück in die Heimat und spielte erst für Guarani FC in der nahe seiner Geburtsstadt gelegenen Millionenstadt Campinas, bevor er sich wieder Barbarense anschloss. 2002/03 versuchte er sich dann in Griechenland beim Athener Verein Akratitos Ano Liosia, das Engagement dauerte aber nicht über die eine Saison hinaus.
Nach einem halben Jahr ohne Verein war er ein Halbjahr beim brasilianischen Zweitligisten Portuguesa aus der Metropole São Paulo, ein halbes Jahr beim tschechischen Erstligisten SFC Opava und erneut ein halbes Jahr zurück bei União Barbarense.
In den 13 Spielen für Opava hatte sich Melinho, der im offensiven zentralen Mittelfeld spielt, aber einen Namen in Tschechien gemacht und wurde ab der Saison 2005/06 von SK Sigma Olomouc unter Vertrag genommen. Dort konnte er sich dann langfristig in der Gambrinus Liga als Stammspieler etablieren. Vier Jahre in Folge verbrachte er in Olmütz/Olomouc, dann bekundete 2009 der deutsche Zweitligist TuS Koblenz Interesse an mehreren Spielern der Tschechen. Schließlich wurde der Brasilianer zusammen mit seinem tschechischen Vereinskollegen Martin Hudec für die Saison 2009/10 an die Koblenzer „Schängel“ ausgeliehen.
In der 2. Bundesliga war Melinho von Anfang an Stammspieler auf der zentralen Schaltstelle im Mittelfeld, aber nachdem seine gute Anfangsform nachließ und die TuS Koblenz sich mitten im Abstiegskampf wiederfand, verlor er seinen Stammplatz und wurde in der Rückrunde nicht mehr eingesetzt.
Zur Saison 2010/2011 kehrt er wieder zu Sigma Olmütz zurück. Die TuS Koblenz verzichtete darauf Melinho an den Verein zu binden. Dort wurde sein Vertrag im September aufgelöst.
Im Januar 2011 unterschrieb er einen Vertrag beim slowakischen Erstligisten DAC Dunajská Streda bis zum Saisonende 2011/12. Er kam zu sechs Einsätzen und erzielte ein Tor. Sein Vertrag wurde im Sommer jedoch nicht verlängert.
Nach einem halben Jahr ohne Vereinszugehörigkeit kehrte er wieder zu seinem Heimatverein União Barbarense zurück und spielt mit dem Verein in der Campeonato Paulista Serie A-2.